# Ташлыджалы Яхья-бей
Ташлыджалы́ Яхья́-бей (тур. Taşlıcalı Yahya Bey; 1498—1573/1582) — османский поэт и военный деятель. Ташлыджалы является одним из самых известных османских поэтов XVI века.

## Биография

### Ранняя жизнь
Ташлыджалы Яхья родился в 1498 году в Ташлыдже, Герцеговинский санджак (ныне Плевля, Черногория). Яхья состоял в родстве с другим османским поэтом — Дукагинзаде Ахмед-беем. Ташлыджалы был албанцем, однако принадлежал ли он к знатному албанскому роду Дукагин или же к племени, обитавшему в Дукагинском нагорье, достоверно неизвестно.
Яхья оказался в янычарском корпусе по девширме, где новички проходили обучение у опытных янычар и сипахов; здесь он последовательно получил звания яябаши (офицера пехоты) и бёлюкбаши (старшего капитана). Яхья хорошо проявил себя на службе и главы корпуса позволили ему проводить больше времени за пределами казарм, где Ташлыджалы познакомился с членами интеллектуальных кругов Стамбула: лингвистом Бергамалы Кадры, историком, поэтом, юристом и шейх уль-исламом Кемальпашазаде Ахмедом Шемседдином-эфенди, поэтом и государственным деятелем Нишанджи Джафером-челеби, государственными деятелями Паргалы Ибрагимом-пашой и Искендером-челеби.
Ташлыджалы всегда помнил о своём происхождении и о том, как оказался в столице Османской империи, и даже упоминал об этом в своих стихах. Однако для Яхьи кровавое девширме оказалось прекрасным шансом обрести славу, учитывая, что в те времена принадлежность к богатой и известной семье в Османской империи значила мало.

### Солдат и поэт
Большую часть юности Яхья провёл в военных кампаниях, которые вдохновляли его. Так он побывал под командованием султана Селима I в Чалдыранской битве 23 августа 1514 года, а также в Османо-мамлюкской войне 1516—1517 годов и Багдадской экспедиции 1534 года при султане Сулеймане I. Ташлыжджалы как поэта уважали множество важных людей страны, в том числе оба султана. Согласно некоторым востоковедам, Яхья начал написание знаменитой поэмы «Юсуф и Зулейха», находясь в Палестине по пути в Мекку. Большое впечатление на Ташлыждалы произвёл Египет, в частности Каир — «город Иосифа».
Яхья был непримиримым врагом Хаяли Мехмед-бея, другого османского поэта, с которым Ташлыджалы впервые встретился в 1536 году. В своих стихах Яхья-бей высмеивал Хаяли. Ташлыджалы написал касыду, посвящённую Хаяли, и во время Персидской кампании показал её султану Сулейману и великому визирю Рустему-паше, который был объявлен «врагом поэтов». Однако, несмотря на всю свою нелюбовь к поэтам, Рустем-паша оценил касыду и был восхищён тем, какое презрение к Хаяли высказывалось в ней; в награду Рустем-паша назначил Ташлыджалы управлять несколькими благотворительными фондами в Бурсе и Стамбуле.

### Ссылка и последние годы
В 1553 году близ Эрегли, Конья, во время военной кампании против персов султан казнил своего старшего сына шехзаде Мустафу. Сторонники Мустафы, среди которых оказался и Яхья, полагали, что казнь была несправедливой и совершена была по навету великого визиря Рустема-паши. Яхья, огорчённый смертью шехзаде, написал элегию под названием «Панихида шехзаде» (тур. Şehzade Mersiyesi), которую публика приняла хорошо. В элегии Ташлыджалы открыто обвинял великого визиря в убийстве Мустафы и вскоре Яхья лишился благосклонности Рустема. Рустем вызвал поэта к себе и спросил, как посмел он публично оплакивать того, кого осудил султан, на что Яхья ответил, что вместе с султаном осудил шехзаде, но вместе с тем, оплакивает его с народом.
Разозлённый Рустем-паша жаждал казни Ташлыджалы и всячески пытался устроить её, однако султан оказался против. Султан лишил поэта всех привилегий, полученных ранее, однако, поскольку Яхья являлся представителем класса аскеров (класс имперских управленцев), за ним сохранилось право на получение некоторого дохода. Во избежание дальнейших преследований, Ташлыджалы был выслан на Балканы, где он продолжил писать сатирические стихи о Рустеме-паше даже после его смерти. Согласно некоторым источникам, Яхья был выслан в поместье близ Зворника, где получал 27—30 тысяч акче годового дохода. По другой версии, поэт оказался в Темешваре, который являлся центром одноимённой провинции. Яхья продолжал участвовать в военных кампаниях и после ссылки. Так, уже будучи в возрасте, Ташлыджалы участвовал в осаде Сигетвара в 1566 году. Во время этой осады он написал касыду и подарил её султану Сулейману. После похода Яхья обратился к исламскому мистицизму.
В 1574—1575 годах Ташлыджалы познакомился с османским историком Мустафой Али. История жизни Яхьи произвела впечатление на Мустафу Али, который позднее писал, что Ташлыджалы был «поэтом слишком талантливым, чтобы его поддерживали ревнивые политики, и впоследствии он был осуждён на ссылку в приграничном санджаке». Знания Али  произвели большое впечатление на Яхью, который не получил образования в классическом медресе. Через год после их встречи Яхья  отправил к Али своего сына Адема-челеби с проектом введения к новой редакции своего дивана. Он просил Али проверить текст на наличие ошибок, особенно в арабских конструкциях.
Неизвестно, когда именно умер Ташлыджалы Яхья. Большинство историков склоняются к 1582 году (990 год по Хиджре), также существуют мнения, что Яхья умер в 1573 (982 год по Хиджре), 1575 (983 год по Хиджре) или 1578—1579 годах (986 год по Хиджре). Нет единого мнения и о месте смерти и погребения поэта: предполагается, что он умер и был похоронен в Лознице, санджак Зворник, или же умер в Темешваре и был похоронен в Стамбуле.

## Поэзия
Шотландский востоковед Элиас Джон Уилкинсон Гибб называет Ташлыджалы одним из немногих поэтов не турецкого или азиатского происхождения, которому удалось достичь некоторых высот и передать дух турецкой поэзии. Ничто в литературном слоге Яхьи не выдавало в нём его происхождения. В работах Ташлыджалы выдержана устойчивая простота, энергичность и оригинальность, что в частности показано в поэме «Юсуф и Зулейха». Сюжет этой поэмы заимствован из персидской литературы, популярной в то время. Сюжет поэмы универсален, но Яхья не просто перевёл или перефразировал уже существовавшие к тому времени работы, а рассказал историю в собственной манере.
Основные труды Ташлыджалы состоят из большого сборника стихов и коллекции пяти поэм-маснави, объединённых в хамсу. Хамса объединяет наиболее важные труды Яхьи. Самая популярная поэма хамсы «Шах и нищий» была также самой любимой и для самого Ташлыджалы и, как он сам утверждал, он завершил её всего за неделю. Другой популярной поэмой является «Юсуф и Зулейха». В отличие от двух первых лирических поэм хамсы, другие три состояли из моральных афоризмов и правил жизни. Последняя поэма, «Книга правил», разделена на десять частей; каждая часть была призвана привить читателю моральные качества и была проиллюстрирована анекдотом, чтобы продемонстрировать преимущества праведной жизни. Анекдоты писались по историям реальным и вымышленным, кроме того происходили эти истории из различных источников. Поэма «Розовый сад огней», разделённыя на сорок небольших частей, повествует о чудесах пророка Мухаммеда и была написана, вероятно, когда Яхья уже был в возрасте, поскольку именно в этот период Ташлыджалы обратился к исламскому мистицизму. Кроме того, Яхья написал две книги о городах Эдирне и Стамбуле.
Как и в случае с множеством других поэтов, многие работы Яхьи были вдохновлены трудами суфийского поэта Мевлеви. К Мевлеви существуют отсылки в нескольких местах в диване и хамсе Ташлыджалы, где он назван Мевляна, Молла Хюнкяр и Молла-и Рум. Мевлеви также является героем трёх поэм хамсы: «Тайное сокровище», «Книга правил» и «Розовый сад огней». Несколько произведений Мевлеви Яхья пересказал без изменений.

### Литературные труды
Работы Ташлыджалы включают в себя:
- Диван (издан в Стамбуле в 1977 году; также избранное собрание сочинений, изданное Мехметом Чавушоглу в 1983 году)
- Хамса (пять поэм): «Шах и нищий» (тур. Şah ü Geda), «Юсуф и Зулейха» (тур. Yusuf ve Züleyha), «Тайное сокровище» (тур. Gencine-i Raz), «Розовый сад огней» (тур. Gülşen-i Envar) и «Книга правил» (тур. Kitab-ı Usul).
- «Книга Стамбула» (тур. Şehrengiz-i İstanbul)
- «Книга Эдирне» (тур. Şehrengiz-i Edirne)

Ещё две работы приписываются Ташлыджалы: «Робость и тоска» (тур. Nāz ü-Niyāz) и незавершённый «Свод законов Сулеймана» (тур. Sulaimān-nāme).

## Киновоплощения
В турецком телесериале «Великолепный век» роль Ташлыджалы исполнял Серкан Алтунорак.

## Комментарии
1. ↑  Также был известен как Дукагинзаде́ Яхья́-бей (тур. Dukaginzâde Yahyâ bey) и Дукагини́ Яхья́-бей (тур. Dukagjini Yahyâ bey)[1].
2. ↑  Согласно турецкому поэту Муаллиму Наджи, при жизни Яхья не использовал прозвище «Ташлыджалы»[3][4].
3. ↑  Все три прозвища Яхьи связаны с его происхождением: Ташлыджалы в переводе с турецкого означает «[родом] из Ташлыджи»; Дукагинзаде — «сын [рода] Дукагина»: Дукагини — «принадлежащий к [роду] Дукагин».